# Zadrzechniowate
Zadrzechniowate, zadrzechnikowate (Xylocopinae) – podrodzina błonkówek z nadrodziny pszczół i rodziny pszczołowatych.

## Opis
Większość rodzajów zadrzechniowatych to małe i smukłe pszczoły, ale rodzaj zadrzechnia obejmuje formy duże, krępe, dochodzące do 35 mm długości ciała i należące do największych pszczołowatych. Ich twarz jest stosunkowo płaska, o co najwyżej nieco wystającym nadustku. Języczek zwieńczony jest dobrze rozwiniętą łyżeczką (flabellum). Przednia para odnóży ma wyraźnie szersze niż dłuższe biodra. Stopy tylnej pary odnóży wyróżniają się smukłym, bardzo słabo spłaszczonym członem nasadowym, pozbawionym pędzelka i wyrostka szczytowego. U samic szczoteczki na tylnych odnóżach są dość słabo rozwinięte, a u gatunków pasożytniczych w ogóle nie występują. Odwłok samic cechuje się płytką pygidialną zredukowaną do kolca lub całkiem zanikłą. Z wyjątkiem rodzaju Manuelia samce mają siódme sternum odwłoka w postaci poprzecznej belki z drobnym dyskiem środkowym i beleczkowate ósme sternum wyposażone w spiculum, ale pozbawione wyrostka wierzchołkowego.

## Zachowanie i występowanie

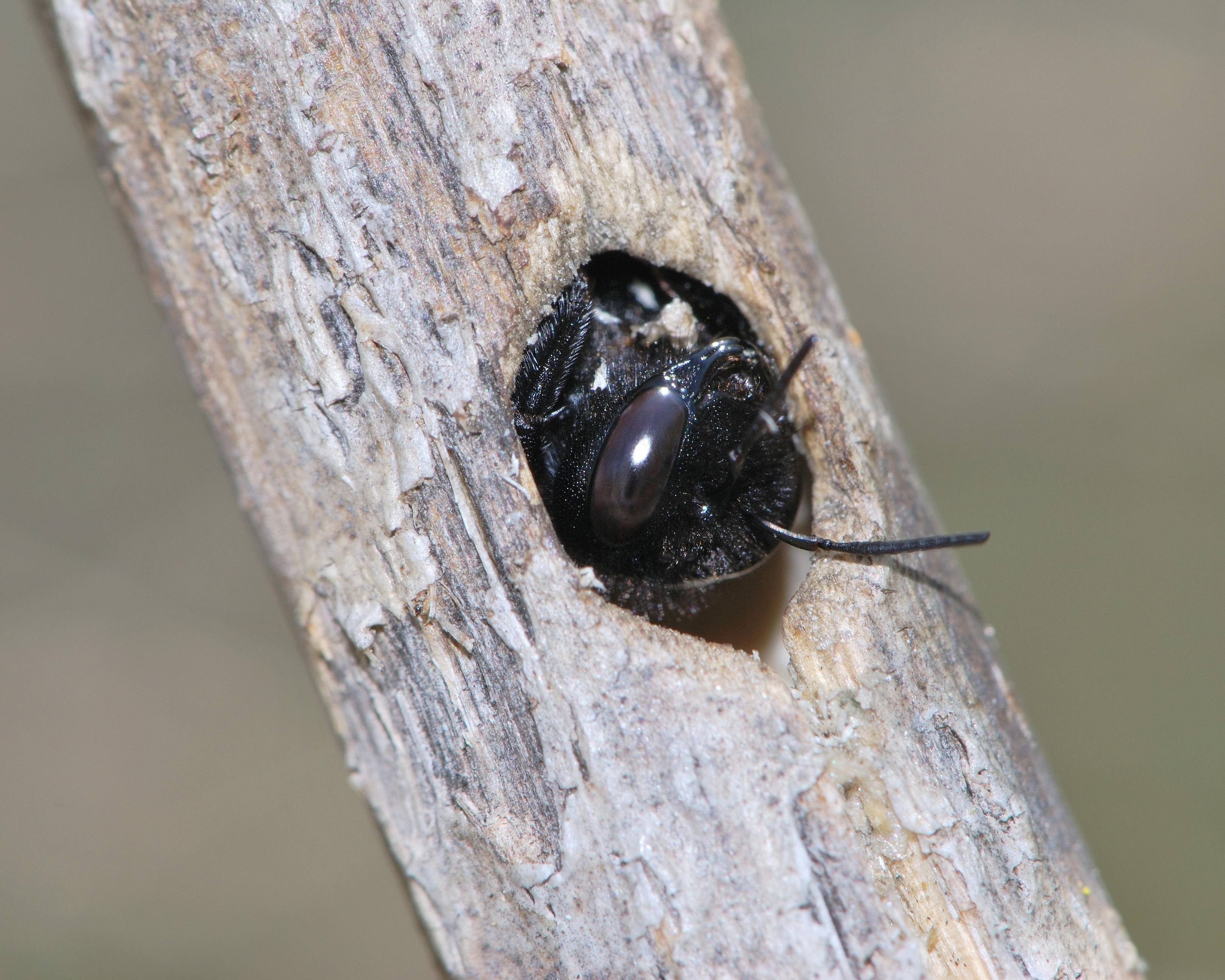
Wylot z gniazda

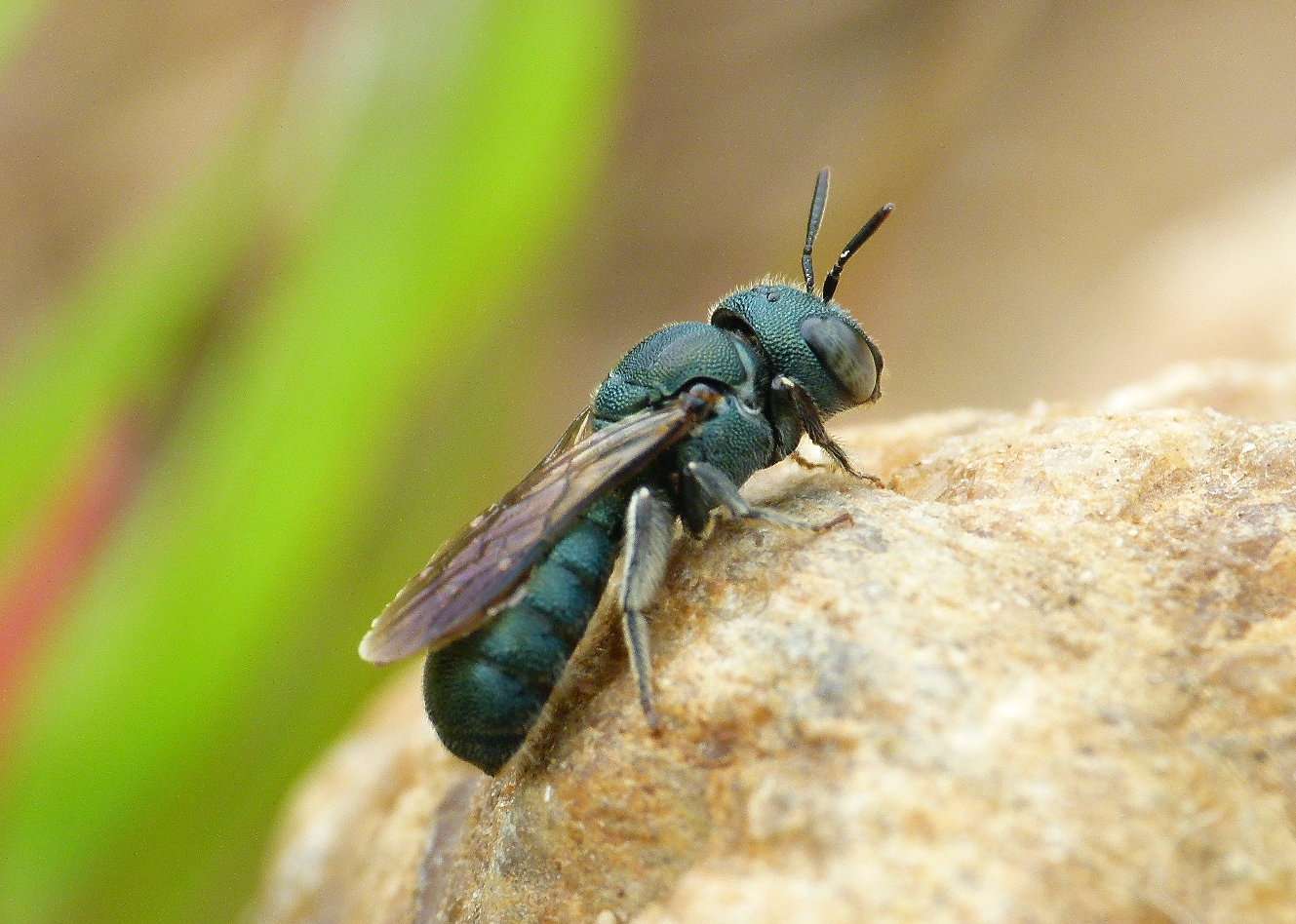
Przedstawiciel rodzaju rożyca (Ceratina)

Z wyjątkiem podrodzaju Proxylocopa wszystkie zadrzechniowate gniazdują w martwym materiale roślinnym. Drążą one norki w zbutwiałym lub twardym drewnie, w łodygach lub galasach albo też wykorzystują już istniejące puste przestrzenie w tych dwóch ostatnich. Proxylocopa zakładają gniazda w glebie. Allodapini nie budują komórek lęgowych, natomiast u pozostałych grup, z wyjątkiem Proxylocopa, komórki pokryte są bardzo cienką warstwą wydzieliny. Grudki pyłku, w których składane są pojedyncze jaja, są suche, zwarte i mają kształt bochenka. Często z jednego gniazda korzysta więcej niż jedna pszczoła (subsocjalność), ale rzadko zdarza się by w gnieździe występował podział obowiązków między osobnikami starszymi i młodszymi (semisocjalność lub eusocjalność).
Takson kosmopolityczny. W Polsce występują 4 gatunki: po dwa z rodzajów zadrzechnia i rożyca.

## Systematyka
Podrodzina ta dawniej umieszczana była w rodzinie porobnicowatych, która obecnie nie jest wyróżniana. Współcześnie zalicza się je do pszczołowatych, a analizy filogenetyczne wskazują, że stanowią one grupę siostrzaną dla Apinae lub kladu obejmującego Apinae i koczownicowate (Nomadinae).
Należy tu 5 plemion:
- Allodapini
- †Boreallodapini
- Ceratinini – rożyce
- Manueliini
- Xylocopini – zadrzechnie

Przypuszczalnie bazalną pozycję w obrębie zadrzechniowatych zajmują Manueliini, których najbliższymi krewnymi są środkowoeoceńskie Boreallodapini.